# Матуся — домівка
Матуся — домівка — французька дитяча книжка-картинка, написана й проілюстрована французькою авторкою Авророю Петі. 
Ця книжка стала для авторки особливою, адже вона автобіографічна – Аврора Петі розповідає у ній про перший рік після народження сина. Вона хотіла зафіксувати всі ці миті та передати емоції, які відчувала, відкриваючи для себе материнство. Стиль художниці вирізняється мінімалізмом, яскравими барвами та оригінальними композиційними рішеннями. У книзі “Матуся – домівка” Аврора Петі використала спеціальні неонові фарби, зокрема флуоресцентний рожевий, щоб створити ефект поп-арту та підкреслити динаміку розповіді.

## Сюжет
Пропонуючи унікальний погляд на перший рік життя немовля з точки зору самої дитини, "Матуся — домівка" показує кумедні спостереження та емоції мами й дитини протягом першого року.
Матуся — гармидер,
Чудисько кусюче.
Вікно моє в світ,

Мій майстер-шеф. 
Із перегортанням сторінок малюк росте. На фінальних сторінках дитина готова зробити свої перші кроки й почати власний шлях, тому що мама — домівка, яка завжди за спиною.

## Нагороди й визнання
- 2019 рік: Французька літературна премія Millepages за найкращу дитячу книжку «Матуся — домівка»[2].
- 2021 рік: Дитяча книжка тижня за версією The Times[3].

## Українське видання
Аврора Петі. Матуся — домівка. Переклад з англійської: Ніколь Дзюб. Київ: Риби на даху, 2025. 48 стор. ISBN 978-617-95386-3-6.

## Зовнішні посилання
Матуся — домівка на сайті видавництва Риби на даху.